# Месники, усі разом (комікс)
«Месники, усі разом» (англ. Avengers Assemble) — серія коміксів про Месників, команду супергероїв американського видавництва Marvel Comics. Перший том вийшов як регулярне видання у 2012 році, одночасно з прем’єрою фільму «Месники».
Початково серія була орієнтована на героїв з кіноадаптації, з метою залучити фанатів кіновсесвіту Marvel до читання коміксів. Починаючи з випуску #9, видання почало зображати різних Месників між місіями, а з випуску #14 A.U. стало основним кросоверним коміксом. Серія завершилася у березні 2014 року.
У 2024 році було оголошено про повернення Avengers Assemble у вигляді п’ятисерійної обмеженої серії, присвяченої новій команді під назвою «Загін швидкого реагування “Месники”» (англ. Avengers Emergency Response Squad).

## Історія публікації
Перші вісім випусків серії 2012 року написав Браян Майкл Бендіс. Надалі сценаристкою стала Келлі Сю Деконнік, а художником — Стефано Каселлі, в рамках ініціативи Marvel NOW!.
Обмежену серію 2024 року написав Стів Орландо, з ілюстраціями Корі Сміта. Події розгортаються після кросоверу «Криваве полювання».

## Склад команди

### 2012
Перші випуски зображали основний склад з однойменного фільму. Починаючи з #9, фіксованого складу не було — фокус зміщувався на різних членів команди.
| Випуски           | Склад команди |
| ----------------- | --- |
| #1-8 (2012)       | Капітан Америка, Галк, Залізна людина, Тор, Чорна вдова, Соколине око |
| #9-11 (2012-2013) | Капітан Америка, Галк, Залізна людина, Тор, Капітан Марвел, Жінка-павук |
| Annual #1 (2013)  | Віжен, Капітан Марвел, Залізна людина |
| #12-13 (2013)     | Чорна вдова, Соколине око, Жінка-павук |
| #14 A.U (2013)    | Спеціальний випуск в рамках «Ери Альтрона»: Чорна вдова |
| #15 A.U (2013)    | Спеціальний випуск в рамках «Ери Альтрона»: Капітан Британія, Капітан Марвел, Екскалібур, Чорний лицар |
| #16-17 (2013)     | Спеціальний випуск в рамках «Ворог усередині»: Капітан Америка, Галк, Тор, Капітан Марвел, Жінка-павук, Чорна вдова, Яструб, Соколине око, Оса, Росомаха                                                                                                 |
| #18 (2013)        | Спеціальний випуск в рамках «Нескінченність»: Жінка-павук, Капітан Америка, Галк, Тор, Соколине око, Капітан Марвел, Чорна вдова, Гіперіон, Шан-Чі, Маніфолд, Гарматне ядро, Санспот, Стар Бренд, Екс Нігіло, Порожнеча                                  |
| #19 (2013)        | Спеціальний випуск в рамках «Нескінченність»: Жінка-павук, Чорна вдова, Маніфолд, Шан-Чи, Капітан Америка, Брюс Беннер, Яструб, Гіперіон, Тор, Капітан Марвел, Соколине око, Санспот, Гарматне ядро, Стар Бренд, Порожнеча, Нічна маска, Капітан Усесвіт |
| #20 (2013)        | Спеціальний випуск в рамках «Нескінченність»: Надприродні Месники (Багряна відьма, Диво-людина, Оса) |
| #21.INH (2013)    | Спеціальний випуск в рамках «Нелюдяність»: Дівчина-павук (Аня Коразон), Жінка-павук, Чорна вдова |
| #22.INH (2013)    | Спеціальний випуск в рамках «Нелюдяність»: Дівчина-павук (Аня Коразон), Жінка-павук, Чорна вдова, Галк, Капітан Америка, Росомаха |
| #23.INH (2013)    | Спеціальний випуск в рамках «Нелюдяність»: Дівчина-павук (Аня Коразон), Жінка-павук, Росомаха |
| #24 (2013)        | Дівчина-павук (Аня Коразон), Залізна людина, Капітан Америка |
| #25 (2013)        | Дівчина-павук (Аня Коразон), Залізна людина, Капітан Америка, Жінка-павук, Росомаха, Галк, Капітан Марвел |

### 2024
Надихнувшись тимчасовою командою, зібраною під час подій Blood Hunt, Капітан Америка створює рятувальну групу швидкого реагування — Avengers Emergency Response Squad (AVENG.E.R.S.), що базується в Маєтку Месників. До складу увійшли: Оса, Соколине Око, Геркулес, Жінка-Галк, Фотон, Нічний трощило, Блискавка, Диво-людина, Шан-Чі та Швидкість світла. Через характер місій, у кожному випуску склад оперативної групи змінюється залежно від доступності учасників.
Таємно від AVENG.E.R.S., усі загрози організовуються Товариством Змій для відволікання команди, поки ті збирають магічні артефакти для Мефісто. Як і у випадку з героями, склад учасників Товариства Змій у кожному випуску різний.
Після завершення мінісерії історія продовжується під назвою Astonishing Avengers Infinity Comic, і включає нових учасників, зокрема Людину-факела (Джим Геммонд) і Містера Безсмертного.
| Випуск | Склад команди                                              |
| ------ | ---------------------------------------------------------- |
| #1     | Капітан Америка, Оса, Фотон, Шан-Чі                        |
| #2     | Капітан Америка, Соколине око, Нічний трощило, Геркулес    |
| #3     | Жінка-Галк, Диво-людина, Блискавка, Швидкість світла       |
| #4     | Жінка-Галк, Фотон, Диво-людина, Геркулес, Швидкість світла |
| #5     | Повний склад                                               |

## Колекційні видання
| Назва                                        | Випуски | Дата публікації | ISBN              |
| -------------------------------------------- | --- | --------------- | ----------------- |
| Avengers Assemble by Brian Michael Bendis    | Avengers Assemble #1-8 | 29 січня 2013   | 978-0-7851-6327-5 |
| Avengers Assemble: Science Bros              | Avengers Assemble #9-13, Annual #1 | 27 серпня 2013  | 978-0-7851-6797-6 |
| Age of Ultron                                | Avengers Assemble #14AU -15AU і Age of Ultron #1–10, Fantastic Four #5AU, Fearless Defenders #4AU, Superior Spider-Man #6AU, Ultron #1AU, Uncanny Avengers #8AU, Wolverine & the X-Men #27AU, Avengers #10AI | 17 вересня 2013 | 978-0-7851-5565-2 |
| Avengers: The Enemy Within                   | Avengers Assemble #16-17 і Avengers: The Enemy Within #1, Captain Marvel (vol. 7) #13-14, 17 | 17 грудня 2013  | 978-0-7851-8403-4 |
| Infinity Companion                           | Avengers Assemble #18-20 і Captain Marvel(vol. 7)#15-16, Thunderbolts (vol. 2) #13-18, Infinity: The Hunt#1-4, Mighty Avengers(vol. 2)#1-3, Nova(vol. 5) #8-9, Superior Spider-Man Team-Up#3-4, Infinity: Heist #1-4, Fearless Defenders #10, Secret Avengers (vol. 2) #10-11, Guardians of the Galaxy (vol. 3) #8-9, Wolverine & the X-Men Annual #1 | 22 квітня 2014  | 978-0-7851-8886-5 |
| Inhumanity                                   | Avengers Assemble #21.INH-23.INH, 24–25 і Inhumanity #1-2, Uncanny X-Men (vol. 3) #15.INH, Indestructible Hulk #17.INH-18.INH,19, New Avengers (vol. 3) #13.INH, Iron Man (vol. 5) #20 | 17 червня 2014  | 978-0-7851-9033-2 |
| Avengers Assemble: The Forgeries of Jealousy | Avengers Assemble #21.INH-23.INH, 24-25 | 10 червня 2014  | 978-0-7851-6798-3 |